# Wiener Bilder
Die Zeitschrift Wiener Bilder. Illustriertes Sonntagsblatt erschien wöchentlich, sonntags, als Beilage zu „Das interessante Blatt“. Erster Herausgeber war Vinzenz Chiavacci. Von 26. Juni 1898 bis 9. Juli 1898 erschien dazu eine Festausgabe – die „Kaiser-Jubiläums-Schützen-Zeitung : offizielles Organ des Kaiser Jubiläums und V. Oesterreich“. Diese erschien als tägliche Beilage zum Haupttitel „Das Interessante Blatt“.